# منتخب اليابان لكرة السلة على الكراسي المتحركة للسيدات
منتخب اليابان لكرة السلة على الكراسي المتحركة للسيدات هو ممثل اليابان الرسمي في المنافسات الدولية في كرة السلة على الكراسي المتحركة للسيدات .

## طالع أيضًا
- منتخب اليابان لكرة السلة على الكراسي المتحركة للرجال